# Krymska Republika Ludowa
Krymska Republika Ludowa – państwo proklamowane na Krymie w 1917 roku przez Tatarów krymskich, istniejące w latach 1917–1918.

## Historia
Jako datę powstania państwa przyjmuje się 30 listopada?/13 grudnia 1917 kiedy to zwołany 26 listopada?/9 grudnia 1917 w Bachczysaraju Kurułtaj, czyli Konstytuanta ogłosił niepodległość Krymu. Równocześnie powołano rząd nazywany Dyrektoriatem, na którego czele stanął Noman Çelebicihan. W skład rządu weszli przedstawiciele organizacji tatarskich (Milli Firka, Związek Studentów Krymu, Vatan): Dżafar Sejdamet, Amet Ozenbaszły, A. Szukri, Hattatow.
23 grudnia 1917 nastąpiła reakcja miejscowych bolszewików – komisarz Rządu Tymczasowego Bogdanow nakazał aresztowanie premiera Dżihana oraz dowódcy sił zbrojnych – Szabarowa. 28 grudnia rewkom WKP(b) zażądał od Dyrektoriatu natychmiastowego podporządkowania sił zbrojnych Republiki (Krymski Pułk Konny) komisarzom rewkomu. 13/26 stycznia 1918 r. w bitwie nad rzeką Almą siły bolszewickie, złożone niemal w całości z marynarzy ze zrewoltowanej Floty Czarnomorskiej, rozbiły Krymski Pułk Konny. Cały półwysep znalazł się pod władzą bolszewików, których rządy na Krymie cechowało okrucieństwo i bezprawie marynarzy. Czeka rozpoczęła likwidację tatarskiej inteligencji. Na początku lutego aresztowano i po torturach zabito premiera republiki, a ciało wrzucono do morza. 21 marca 1918 w Symferopolu proklamowano Radziecką Socjalistyczną Republikę Taurydy.
Jednak już 18 kwietnia zaatakowały Krym wojska Ukraińskiej Republiki Ludowej pod dowództwem Petra Bołboczana, a 24 kwietnia w Ałuszcie straceni zostali Anton Słucki i Jan Tarwacki – przywódcy Radzieckiej Socjalistycznej Republiki Taurydy, co przyczyniło się do oficjalnej jej likwidacji tydzień później.
Następnie, wskutek podpisania traktatu brzeskiego, armia niemiecka zajęła na początku maja 1918 Krym, na podstawie porozumienia podpisanego 29 marca 1918 roku pomiędzy Rosją Radziecką a Austro-Węgrami, a dotyczącego objęcia kontrolą południowej Ukrainy.
Bolszewicy wycofali się, a Niemcy rozbroili znajdujący się na froncie rumuńskim Korpus Muzułmański, który miał zamiar bronić tatarskiej niepodległości. Władze niemieckie postanowiły porozumieć się z Tatarami, i powołać samorząd pod swoją kontrolą. Pertraktacje zakończyły się sukcesem, i 16 maja zorganizowano sesję Kurułtaju, a 5 czerwca powołano rząd gen. Macieja Sulejmana Sulkiewicza.

## Rządy Krymskiej Republiki Ludowej

### I rząd Sulkiewicza
Został powołany 5 czerwca, i w tym dniu miał jedyną swoją sesję (upadł z powodu rozbieżności zdań uniemożliwiających współpracę). 
Skład rządu:
- premier – Sulkiewicz
- minister sprawiedliwości – V. I. Poliwanow (Rosjanin)
- minister finansów – Solomon Krym (Karaim)
- minister rolnictwa – Mustafa Kipczacki (Tatar)
- minister komunikacji – M. Bekirow

### II rząd Sulkiewicza
19 czerwca Sulkiewicz sformował nowy gabinet, w którym również zasiadali przedstawiciele poszczególnych narodowości zamieszkujących Krym:
- minister handlu – Fryman, Niemiec krymski
- minister spraw wewnętrznych – V. S. Nałbandow, Ormianin
- minister edukacji – Keller, Niemiec krymski
- minister rolnictwa – hr. Golicyn, Rosjanin
- minister finansów – hr. Tatiszczew, Rosjanin, były dyrektor Moskiewskiego Zjednoczonego Banku
- minister spraw zagranicznych – Charikow, Rosjanin, były ambasador Rosji w Stambule
- minister marynarki – Gendre, Francuz

### III rząd Sulkiewicza
Na skutek protestów tatarskich liderów, w następnym tygodniu Sulkiewicz ponownie zrekonstruował swój gabinet i piastował w nim oprócz stanowiska premiera tekę ministra spraw wojskowych i marynarki oraz tekę ministra spraw wewnętrznych. 
Innymi ministerstwami zarządzali:
- minister spraw zagranicznych – Dżafar Sejdamet
- minister sprawiedliwości – Aleksander Achmatowicz
- minister skarbu – Nikiforow
- minister dróg, komunikacji, poczt i telegrafów – gen. Fryman
- minister handlu i przemysłu – Nikitin
- sekretarz stanu – Nabłandow

### IV rząd Sulkiewicza
Po kolejnej rekonstrukcji gabinetu premierem pozostał dalej Sulkiewicz, Achmatowicz, Sejdamet, Fryman, Nikiforów, Nikitin utrzymali dotychczasowe resorty, funkcję ministra rolnictwa objął Tatar krymski Mustafa Kipczacki, oświaty – były senator Czyrykow, sprawy wojskowe objął Tatar polski, gen. Aleksander Miłkowski, ministrem aprowizacji został Polak – Dąbrowa, dóbr państwowych Tatar polski – Bohuszewicz.
Sulkiewicz wydał 25 czerwca w imieniu swego gabinetu „deklarację”, w której m.in. była mowa o tym, iż urzędowymi językami na Krymie oprócz rosyjskiego będą tatarski i niemiecki. Flagą państwową Krymu ustalono flagę przyjętą przez Kurułtaj. W deklaracji rząd Sulkiewicza ogłosił, iż będzie bronić niepodległości Krymu do czasu wyjaśnienia sytuacji międzynarodowej oraz starać się prowadzić politykę równowagi pomiędzy narodowościami.

## Dalsze dzieje Republiki
W październiku 1918 armia niemiecka wycofała się z Krymu. Ponieważ Niemcy zakazali tworzenia armii KRL, nie miał kto bronić Republiki, i po ich wycofaniu Krym zajęła Armia Ochotnicza. Pod koniec października, po ustąpieniu Sulkiewicza, utworzono rząd Solomona Kryma, mający poparcie dowódcy Armii Ochotniczej – Antona Denikina. Wówczas to legalna władza Republiki Krymskiej za pośrednictwem ministra spraw zagranicznych Dżafara Sejdameta przebywającego wówczas w szwajcarskiej Lozannie zażądała od Ligi Narodów (za pośrednictwem polskiego przedstawiciela w Bernie) udzielenia Polsce mandatu nad Krymem. Rząd Solomona Kryma działał do kwietnia 1919 roku, kiedy to Krym zajęła na krótko Armia Czerwona, proklamując Socjalistyczną Radziecką Republikę Krymską, której komisarzem został Dmitrij Uljanow (młodszy brat Lenina). Był to koniec Krymskiej Republiki Ludowej.
W maju 1919 Armia Ochotnicza odzyskała swoje pozycje i wyparła bolszewików z Krymu. Biali byli przeciwni jakiejkolwiek odrębności Krymu i przesladowali tatarską inteligencję.W kwietniu 1920 roku Anton Denikin zrzekł się dowództwa i wyjechał za granicę, a jego następcą został Piotr Wrangel, traktujący Krym jak podbite terytorium. Rządził on do listopada 1920. Właśnie 12 listopada 1920 Armia Czerwona przerwała umocnienia na Przesmyku Perekopskim, i rozpoczęła zajmowanie Krymu. Rozpoczęła się szybka ewakuacja rosyjskich oficerów, kupców i urzędników wraz z rodzinami – w ciągu kilku dni wyjechało około 170 tysięcy ludzi.

## Przejęcia władzy przez bolszewików
Po ostatecznym zajęciu Krymu przez Armię Czerwoną rozpoczął się masowy terror Czeka. Terrorem kierował Krymski Komitet Rewolucyjny z Belą Kunem i Rozalią Ziemliaczką na czele. Oddziały CzeKa w przeciągu pół roku zabiły kilkadziesiąt tysięcy ludzi - wziętych do niewoli żołnierzy i oficerów Sił Zbrojnych Południa Rosji i cywilnych mieszkańców półwyspu, mordując ich na różne sposoby, na przykład wiążąc po kilkanaście osób i topiąc w Morzu Czarnym. Ponieważ zaczął narastać opór ludności (w Górach Krymskich powstały nawet oddziały partyzanckie, liczące do 3000 ludzi, i osiągające lokalne sukcesy), władze radzieckie zmieniły taktykę. W 1921 roku, po spotkaniu w Symferopolu 23 września, uchwalono amnestię, dopuszczono mieszkańców Krymu do stanowisk partyjnych i państwowych, zwiększono pomoc gospodarczą.
18 października 1921 Rada Komisarzy Ludowych utworzyła i uznała Krymską Autonomiczną Socjalistyczną Republikę Radziecką za integralną część Rosji Radzieckiej. Stolicą republiki został Symferopol, a siedziby rejonów umieszczono w Dżankoju, Eupatorii, Kerczu, Sewastopolu, Symferopolu, Teodozji i Jałcie.